# Resolução 124 do Conselho de Segurança das Nações Unidas
Resolução 124 do Conselho de Segurança das Nações Unidas, foi aprovada em 7 de março de 1957, após análise do pedido de Gana para ser membro da Organização das Nações Unidas, o Conselho recomendou à Assembleia Geral que a Gana deve ser admitida.
Foi aprovada por unanimidade.